# Selecteren (computer)
Het is in computerprogramma's, meestal met een grafische gebruikersomgeving, mogelijk een deel van de zelf ingevoerde gegevens te selecteren. Dat kan voor een tekstverwerker een deel van de tekst zijn, in een grafisch programma een deel van de afbeelding of een object daarin en in een spreadsheet een deel van de gebruikte cellen. Het selecteren gaat door met de muiscursor naar het begin van de te kiezen selectie te gaan, daarna door de linkermuisknop ingedrukt te houden en naar het einde van de selectie te gaan. Het is in een tekst eventueel ook mogelijk de selectie met behulp van het toetsenbord aan te geven. De selectie blijft ook na loslaten van de muisknop zichtbaar, bijvoorbeeld doordat zwart op wit daar veranderd is in wit op blauw. Het is met Ctrl-A meestal mogelijk al het ingevoerde, dus alle geschreven tekst of alle getekende onderdelen van een afbeelding, te selecteren. In spreadsheets wordt met Ctrl-A het hele actieve werkblad geselecteerd. Doel van selecteren is bijvoorbeeld knippen en plakken, kopiëren en plakken, of veranderen van lettergrootte of -type. Men kan in een spreadsheet bij het opstellen van een formule de gegevens selecteren, de cellen kiezen waarin die staan opgeslagen, die de formule gebruikt.
Er zijn in bijvoorbeeld Photoshop veel verschillende gereedschappen voorhanden om een selectie in de foto of afbeelding te maken, die men bezig is te bewerken.
Incidenteel kan selecteren ook weleens nuttig zijn om de leesbaarheid te vergroten bij weinig contrast tussen letters en achtergrond, of zelfs 'onzichtbare tekst' leesbaar te maken als letters en achtergrond dezelfde kleur hebben. Dit kan voorkomen door onachtzaamheid van de maker, door speciale instellingen van de gebruiker waar de maker geen rekening mee heeft gehouden of omdat het opzettelijk is gebeurd, bij een spoiler. 